# Susanna Javicoli
Susanna Javicoli (* 7. August 1954 in Rom; † 17. Juni 2005 ebenda) war eine italienische Schauspielerin.

## Leben
Javicoli wurde in Rom geboren und starb dort mit nur 50 Jahren an Nierenkrebs.

## Wirken
Ihr Filmdebüt hatte sie 1975 in Tonino Cervis Film Die heißen Engel. Weitere Filme und Fernsehserien folgten. 2001 konnte man sie dann in Gabriele Muccinos preisgekrönter Tragikomödie Ein letzter Kuss in der Rolle der Luisa sehen. Ihren letzten Auftritt hatte sie im Jahr 2003 als Marta in der Fernsehserie Cinecittà.

## Filmografie
- 1975: Die heißen Engel (La nottata)
- 1976: Die große Orgie (Vizi privati, pubbliche virtù)
- 1977: Suspiria
- 1977: Die letzte Warnung (Armaquedon)
- 1977: Schweine mit Flügeln (Porci con le ali)
- 1978: Die Nichtstuer (Ecce bombo)
- 1978: I problemi di Don Isidro Parodi (Fernsehserie)
- 1978: Amleto di Carmelo Bene (da Shakespeare a Laforgue) (Fernsehfilm)
- 1979: I giorni cantati
- 1980: Sodom 2000 (Action)
- 1980: L'enigma delle due sorelle (Fernsehserie, 3 Folgen)
- 1981: Riccardo III (da Shakespeare) secondo Carmelo Bene (Fernsehfilm)
- 1982: Il caso Murri (Fernsehserie, 5 Folgen)
- 1985: Blu cobalto
- 1988: L'eterna giovinezza
- 1990: Non più di uno
- 1990: Der Notarzt – Rettungseinsatz in Rom (Pronto soccorso) (Fernsehserie)
- 1992: Body Puzzle – Mit blutigen Grüßen (Body Puzzle)
- 1995: Herzen im Sturm (La storia di Chiara) (Fernsehfilm)
- 1998: Solo x te (Fernsehfilm)
- 1998: Uns donna per amico (Fernsehserie)
- 2000: Quando una donna non dorme
- 2000: Provincia segreta 2 – I delitti della cas su fiume (Fernsehfilm)
- 2001: Ein letzter Kuss (L'ultimo bacio)
- 2003: Cinecittà (Fernsehserie)